# كاميرا عنكبوتية

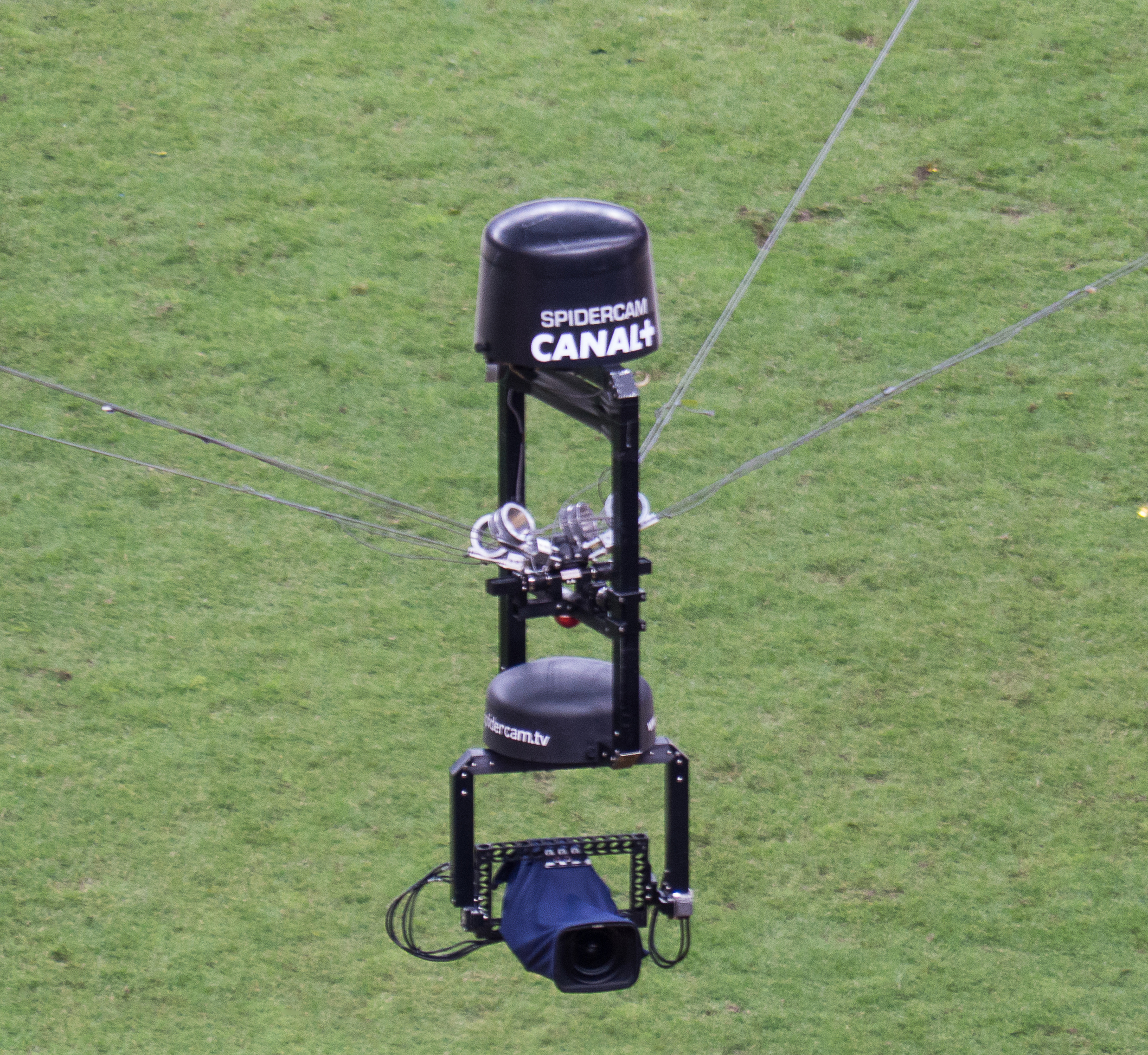
صورة لكاميرا عنكبوتيّة وتظهرُ معها الحبال أو الخيوط التي تُمكّنها من الحركة أفقيًا وعموديًا لتصوير كامل المنطقة.

الكاميرا العنكبوتية (بالإنجليزية: Spidercam)‏ هو نظام كاميرا معلَّق بالكابل ويُمكّن الكاميرات السينمائية والتلفزيونية والرياضيّة من التحرك عموديًا وأفقيًا فوق منطقة محددة مسبقًا والمساعدة في تصويرها. عادةً ما تتواجدُ الكاميرا العنكبوتيّة في ملاعبِ كرة القدم الكبيرة وملاعب الكريكيت وملاعب التنس. صُمِّمَت هذه الكاميرا على غرار سكاي كام، والتي اختُرعَت في الولايات المتحدة في عام 1984، وجديرٌ بالذكرِ هنا أنَّ الاسم الإنجليزي لهذه الكاميرا «Spidercam» هو علامة تجاريّة فوق أنه اسمٌ لهذا النوع من الكاميرات.
تعمل الكاميرا العنكبوتية بأربعة روافع آلية موضوعة في كل زاوية عند قاعدة المنطقة المستهدَف تغطيتها. تتكوّن هذه الروافع من ألياف الكيفلار الممتدة والمتصلة بحامل الكاميرا المِدوار والذي يدورُ في زوايا متعدّدة. من خلالِ التحكم بالألياف الحاملة للكاميرا، يُمكن للكاميرا العنكبوتيّة التحرّك بحرية وسهولة تامّة فوقَ المنطقة التي تُصوّرها. تتمُّ معالجة مدخلات الكاميرا العنكبوتية بواسطة برنامجٍ يقوم بإعادة توجيه الأوامر إلى الروافع عبر كابلات الألياف الضوئية. يحتوي اثنان من كبلات الكيفلار أيضًا على كابلات ألياف بصرية منسوجة فيهما لنقلِ الأوامر إلى رأس الكاميرا التي يتم التحكم فيها عن بُعد وهي التي تُعيد ما صوَّرته الكاميرا من محتوى عالي الدقّة إلى محطّة التحكم. أغلبُ الكاميرات العنكبوتيّة تستعملُ في رأسها كاميرا عن بُعد من طراز نيوتن إس 2 المِدوارَة (بالإنجليزية: NEWTON S2)‏ من تطويرِ شركة نيوتن نورديك السويديّة. يُمكّن رأس الكاميرا على صِغره والذي يتمركزُ فوق هيكل الكاميرا ككل حركة تحريك وإمالة وتدحرج كما يتحكَّمُ في التركيز على جزءٍ ما في الصورة فضلًا عن التكبير والتصغير. يلعبُ مشغِّل الكاميرا دورًا هو الآخر – بالإضافة للألياف المعلَّقة فيها الكاميرا العنكبوتيّة – دورًا في التحكّم، كما تعملُ شركة «Spidercam GmbH» المطوِّرة لهذا النوع من الكاميرات على التطوير المستمر من خلالها قسمها الهندسي الذي يُحاول تحسين الكاميرا العنكبوتية وتطوير تطبيقات خاصة لتلبية طلبات العملاء، حيث يُقدّمون على سبيلِ المثال لا الحصر تقنيّة الواقع المعزِّز في البثوت التلفزيونيّة المباشرة وغيرها من الأحداث التي تحتاجُ لكاميرا عنكبوتيّة.

## التاريخ

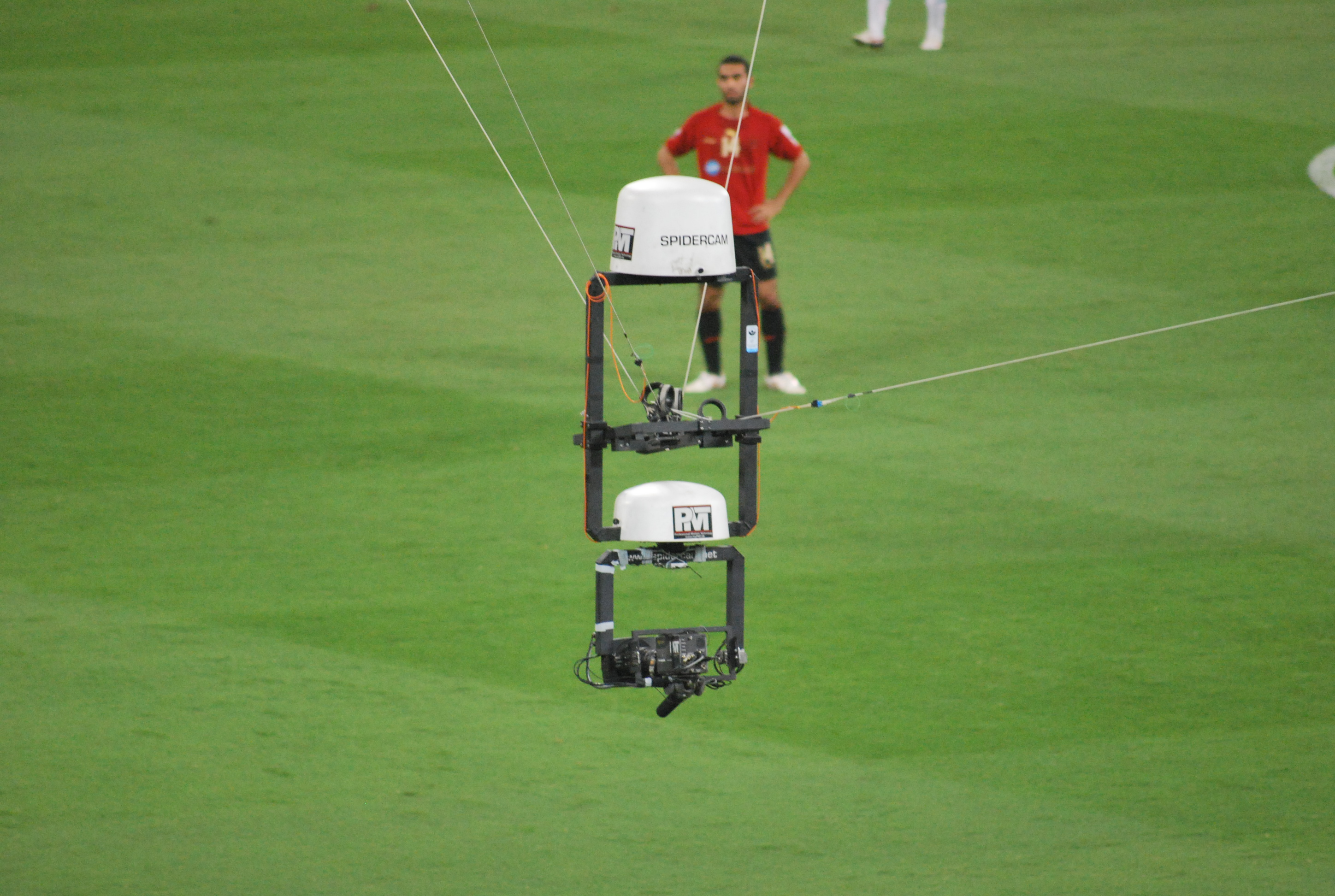
الكاميرا العنكبوتية خلال تصويرها لنهائي كأس أمير قطر في السادس عشر من أيار/مايو 2009.

طوَّرَ ينس سي بيترز مؤسس سي سي سيستمز إنكوايرر نظام الكاميرا العنكبوتية. بدأت الشركة النمساوية في عام 2000 على وجه التحديد في إنشاء نظام كاميرا معلَّقَة يعملُ بكامل طاقته كأنَّما الكاميرا في يدِ مصوِّر والقادر على التحرك ليس فقط أفقيًا على طول المنطقة المغطَّاة، بل حتى عموديًا، وبالتالي توفير حركة ثلاثية الأبعاد كاملة مع تغطية مناطق واسعة على حدٍ سواء في الداخل والخارج، باستخدام مكونات موحَّدة وموثوقة.
أُجري أول اختبار ناجحٍ للنظام في قاعة مناسبات كبيرة في كارينثيا، النمسا في عام 2003، واستُخدمَ النظام في العام الموالي ولأول مرة في إنتاجٍ تلفزيوني في النمسا. تعاونَ بيترز مع الشركة الألمانية المسمَّاة «PMT Professional Motion Technology GmbH»، وهي شركة متخصصة في تكنولوجيا حركة الكاميرا للقيام ببعض التعديلات على نظامه الذي كان يعمل عليه، ثمّ دخلت بعدها مباشرة الكاميرا العنكبوتية السوق. كانت استخداماتها الأولية تتمثلُ بالأساسِ في تصوير أحداثٍ حية مثل الحفلات الموسيقية حيث استُعملَت في تصوير حفلٍ موسيقي للمغنيّة كايلي مينوغ في أستراليا، وفي حفلة أخرى لمغنّي البوب روبي ويليامز في المملكة المتحدة فضلًا عن حفل موسيقي لفرقة ذا بوليس في الأرجنتين كما استُعملت هذه الكاميرا في تصوير برامج تلفزيونية مثل مسابقة الأغنية الأوروبية في اليونان وفنلندا، وانتقَلت للمساعدة في تصويرِ الأحداث الرياضية الكبرى مثل كأس السباحة الأوروبية في المجر وريد بُل إكس فايترز في المكسيك وإسبانيا وبعضٌ من مباريات كرة القدم.
انضمَّ شريكٌ جديدٌ لشركة سي سي سيستمز إنكوايرر بقيادة مؤسّسها ينس سي بيترز وهو رجل الأعمال النمساوي هربرت نيف في عام 2007 ما دفعَ الرجلانِ لتأسيسِ شركة جديدة وهي شركة «Spidercam GmbH» التي حقَّقت نجاحًا كبيرًا وربطت عديد العلاقات التجارية وفي بلدان مختلفة ومتنوّعة مثل السويد والمملكة المتحدة وفرنسا والبرتغال وإيطاليا وبولندا وتونس وأستراليا والصين، حيث وفَّرت الشركة للبلدان والمنظمات التي تعاقَدت معها موظفين قادرين على التعامل مع الكاميرا العنكبوتية كما وفَّرت لهم المعدات اللازمة للمساعدة في تصويرِ الأفلام والبثوت الحيّة وغيرها.

## الاستخدام

### الرياضات

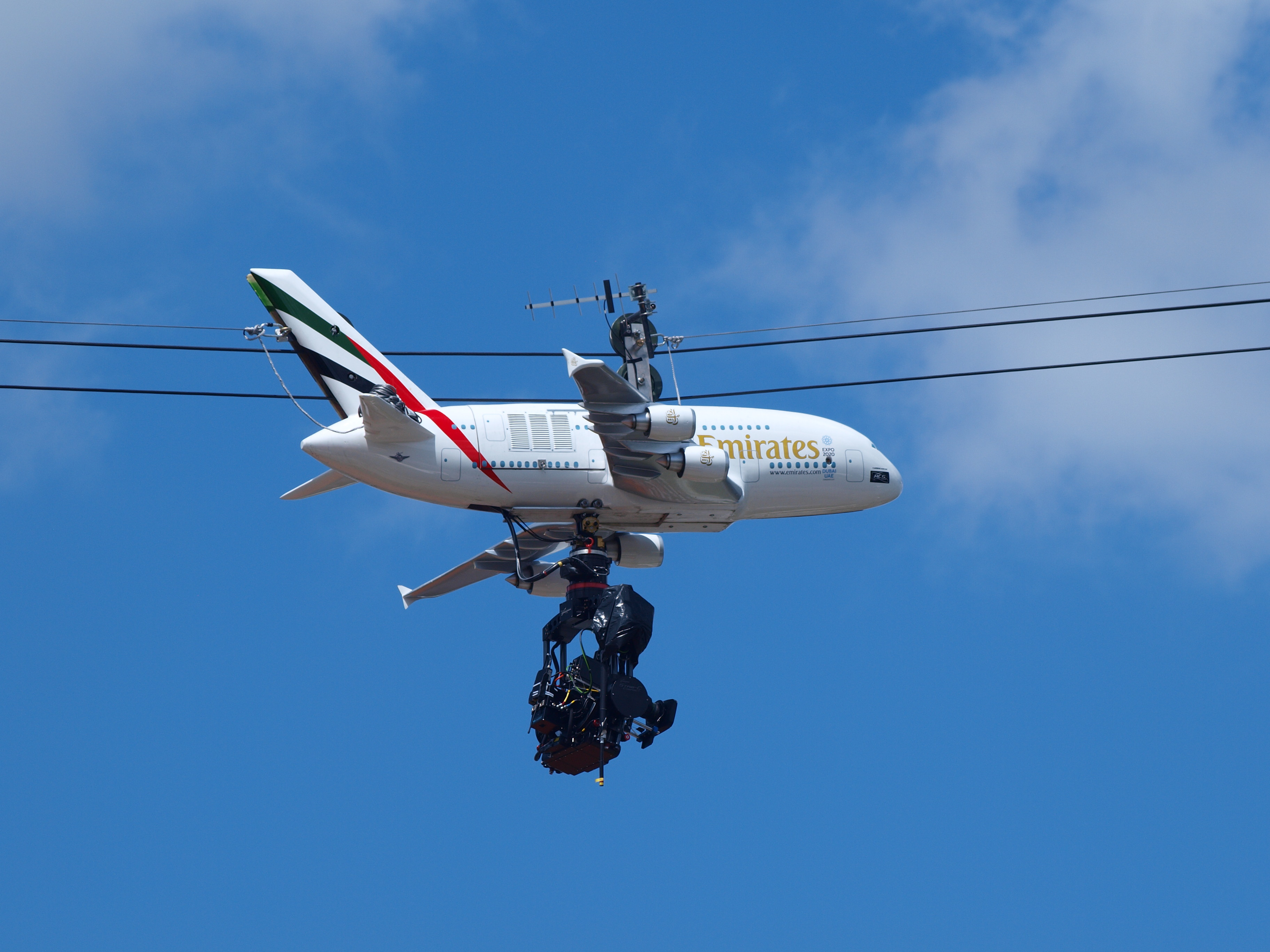
كاميرا عنكبوتيّة مُعلَّقة في طائرة صغيرة والتي بدورها معلَّقة في الحبال. استُخدمت هذه الكاميرا في المساعدة في تصوير بطولة فرنسا المفتوحة للتنس (رولان غاروس) وتحديدًا يوم الخامس من حزيران/يونيو عام 2014.

تُستخدم الكاميرا العنكبوتية بشكلٍ شائع في جميعِ مباريات كأس العالم كما تُستخَدم في عشرات الدوريات على مستوى العالَم بما في ذلك الدوري الهندي الممتاز، الدوري الباكستاني الممتاز، الدوري الألماني، كأس العالم للرجبي، دوري أبطال أوروبا، الدوري الإنجليزي الممتاز، يو إف سي، بطولة أمريكا المفتوحة للتنس، فضلًا عن بطولة فرنسا المفتوحة للتنس ومسابقات أخرى.

### الحفلات الموسيقية
استُخدمَ نظام الكاميرا العنكبوتية في الجولة الغنائية للفنّانة الأمريكية بيونسيه ومغني الراب جاي-زي، كما اعتمدت فرقة ميتاليكا الغنائيّة على نفس النظام في الجولة الموسيقيّة التي نظَّمتها تحتَ اسمِ «WorldWired». تستخدمُ جوائز إم تي في للفيديو الموسيقي هي الأخرى الكاميرا العنكبوتيّة في تصوير حفلاتها الختاميّة.

## حوادث ملحوظة

### سباق السيارات
توقَّف سباق «Coca-Cola 600» في نسخته التي نُظِّمَت عام 2013 عندما اصطدمت كاميرا (قيل خطأً أنها كاميرا عنكبوتيّة) بمضمار السباق.

### الكريكيت

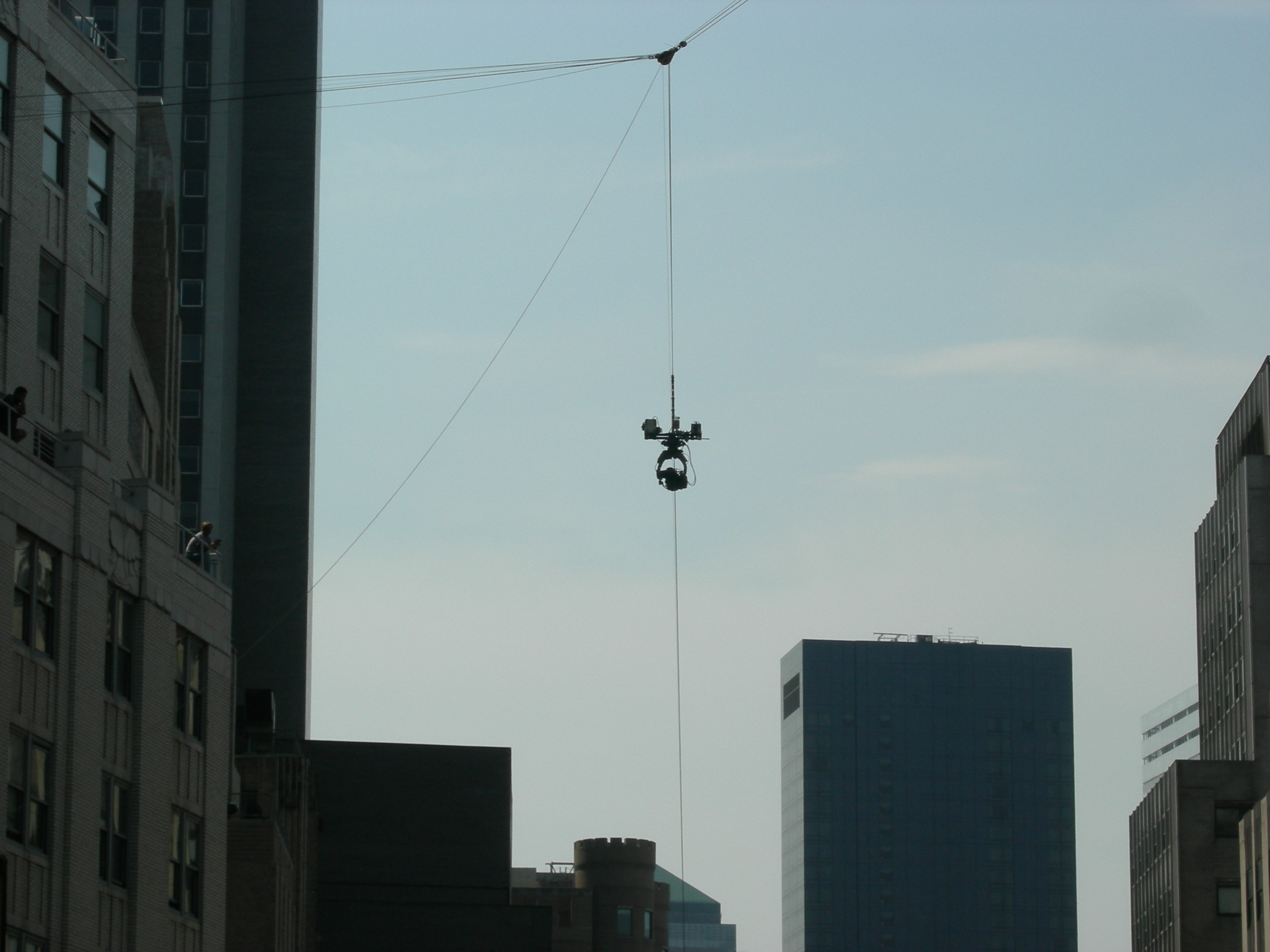
استُخدمَت الكاميرا الظاهرة في الصورة في تصويرِ مشاهد من الفيلم الحركي سبايردمان 3.

إذا اصطدمت الكرة بالكاميرا العنكبوتية، فإن الكرة تُسمَّى مجازًا ميتة وأيُّ نقاطٍ مسجَّلة بعدها لا تُحتَسب ويتمُّ إعادة اللعبة. خلال الاختبار الرابع في سلسلة اختبارات كأس غافاسكار بوردر 2014-2015 بين الهند وأستراليا، أخطأَ اللاعب الأسترالي ستيف سميث، وأُلقي اللوم حينها على الألياف التي تحملُ الكاميرا العنكبوتيّة.
في مباراة المجموعة الثانية بين مومباي إنديانز وسيدني سيكسرز في 22 أكتوبر 2012، أصابت تسديدة من دينيش كارثيك الكاميرا العنكبوتية. لم ينتج عن الضربة أيُّ ضررإ لنظام الكاميرا وواصلت بثها بشكل طبيعي لكنّ الكرة اعتُبرت ملغية كما هو معمولٌ به في القوانين.
خلال الدوري الهندي الممتاز عام 2019، سدد جايدف يونادكت تسديدة أثارت جدلًا ولغطًا حينها، حيث اعتقد فريقه راجستان رويالز أن الكرة انحرفت بسبب الخيط الذي تتعلَّقُ الكاميرا العنكبوتية عليه، ومع ذلك فلم تُلغى التسديدة لأنّ الحكم الثالث لم يحصل على دليلٍ قاطعٍ يُظهر أو يُؤكّد وبوضوح اصطدام الكرة بالخيط.

### الكرة الطائرة
خلال مباراةٍ للكرة الطائرة في أولمبياد ريو 2016 بُثَّت في 8 آب/أغسطس 2016، ضربت الكرة الطائرة الكاميرا العنكبوتية فاستبعدها الحكم. استأنفَ مدرب الولايات المتحدة الأمريكية القرار وقيل له إنه غير قابل للاستئناف. وفقًا للقوانين، يجبُ أن يكون هناك 30 قدم (9.1 م) بين الكرة وأي شيءٍ فوقها.